# چرخه واکنش جنسی در انسان

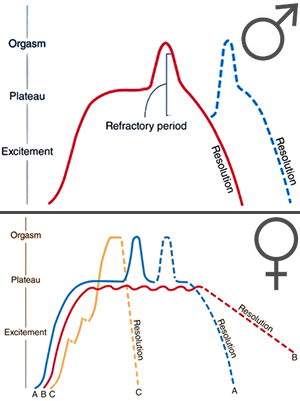
چرخهٔ عادی واکنش‌های جنسی

چرخهٔ واکنش جنسی انسان یک مدل چهار مرحله‌ای از واکنش‌های فیزیولوژیکی به تحریک جنسی است که به ترتیب مرحلهٔ هیجان، مرحلهٔ فلات، مرحلهٔ ارگاسمی و مرحلهٔ ثبات است. این مدل پاسخ فیزیولوژیکی ابتدا توسط ویلیام ه. م و ویرجینیا جی. جانسون در سال ۱۹۶۶ در کتاب پاسخ جنسی انسانی فرموله شد. پس از آن، دیگر مدل‌های پاسخ جنسی انسانی فرموله شده‌اند.

## مرحله هیجان
مرحلهٔ هیجان (همچنین به عنوان مرحلهٔ تحریک یا مرحلهٔ اولیه هیجان شناخته می‌شود) اولین مرحله از چرخه پاسخ جنسی انسان است که در نتیجهٔ تحریک محرک‌های جنسی فیزیکی یا روحی مانند بوسیدن، نوازش کردن یا نگاه کردن به تصاویر شهوانی اتفاق می‌افتد و منجر به تحریک جنسی می‌شود. این مرحله به مرحلهٔ فلات منجر می‌شود و بدن برای مقاربت جنسی آماده می‌شود. تعامل جسمی و عاطفی و تحریک نواحی شهوانی در طول پیش‌نوازش معمولاً باعث برانگیختگی اولیه می‌شود. 

### هیجان در هر دو جنس

چرخه پاسخ جنسی در مرحله ی تحریک در زنان

در میان هر دو جنس، مرحلهٔ هیجان باعث افزایش ضربان قلب، افزایش سرعت تنفس و افزایش فشار خون می‌شود. یک نظرسنجی در سال ۲۰۰۶ نشان داد که تحریک جنسی در حدود ۸۲ درصد از زنان جوان و ۵۲ درصد مردان جوان، با تحریک مستقیم نوک پستان‌ها افزایش می‌یابد و تنها در ۷ تا ۸ درصد از افراد منجر به کاهش برانگیختگی می‌شود. تورم و قرمز شدن پوست که معمولاً از آن به عنوان گرگرفتگی جنسی یاد می‌شود، در حدود ۵۰–۷۵٪ از زنان و ۲۵٪ از مردان رخ می‌دهد. گرگرفتگی جنسی اغلب در شرایط گرم اتفاق می‌افتد و ممکن در دمای پایین اصلاً اتفاق نیفتد.
در جریان گرگرفتگی جنسی زنان، لکه‌های صورتی رنگ در زیر سینه‌ها ایجاد می‌شوند، سپس در سینه‌ها، تنه، صورت، دست‌ها، کف پا و احتمالاً در کل بدن پخش می‌شوند. در جریان گرگرفتگی جنسی مردان، رنگ پوست کمتری نسبت به خانمها تغییر می‌کند، اما به‌طور معمول با اپیگاستریوم (قسمت فوقانی شکم) شروع می‌شود، در سینه پخش می‌شود و سپس در گردن، صورت، پیشانی، پشت و بعضی اوقات تا شانه‌ها و ساعد پیش می‌رود. گرگرفتگی جنسی به‌طور معمول پس از بروز ارگاسم ناپدید می‌شود، اما ممکن است تا حدود دو ساعت طول بکشد و گاهی با عرق کردن شدید نیز همراه است. گرگرفتگی معمولاً طبق همان نظمی که ظاهر شده، ناپدید می‌شود.
افزایش حجم عضلانی (میوتونی) برخی از گروه‌های عضلانی، که به‌طور ارادی و غیرارادی اتفاق می‌افتد، در این مرحله در بین هر دو جنس آغاز می‌شود. همچنین، اسفنکتر بیرونی مقعد ممکن است به‌طور غیرارادی در هنگام تماس (یا بعد از آن در حین ارگاسم بدون تماس) منقبض شود.

### هیجان در مردان
در مردان، ابتدای مرحلهٔ هیجان مشاهده می‌شود که آلت تناسلی به صورت جزئی یا کامل، اغلب پس از تنها چند ثانیه تحریک شهوانی، به حالت نعوظ درمی‌آید. نعوظ ممکن است در طی یک مرحلهٔ هیجانی طولانی از بین برود و دوباره ایجاد شود. در این مرحله هر دو بیضه به بالا و سمت میان‌دوراه کشیده می‌شوند، به ویژه در مردهای ختنه شده که پوست کمتری برای استقرار نعوظ دارند. همچنین، کیسه بیضه می‌تواند در زمان نعوظ، ضخیم و سفت شود.

### هیجان در زنان
در زنان، مرحلهٔ هیجان می‌تواند از چند دقیقه تا چند ساعت ادامه یابد. شروع واسوکانجسشن منجر به تورم کلیتوریس زن، لبهٔ کوچک و مهبل می‌شود. ماهیچه‌ای که دهانه واژن را احاطه کرده است تنگ‌تر می‌شود و رحم بالا می‌رود و بزرگ می‌شود. دیواره‌های واژن شروع به تولید یک مایع آلی روان‌کننده می‌کنند. در همین حال، سینه‌ها کمی بزرگ‌تر می‌شوند و نوک سینه‌ها سفت و راست می‌شوند.

## مرحلهٔ فلات
مرحلهٔ فلات دوره هیجان جنسی قبل از ارگاسم است. این مرحله با افزایش گردش خون و ضربان قلب در هر دو جنس، افزایش لذت جنسی همراه با افزایش تحریک و افزایش بیشتر فشارهای عضلانی مشخص می‌شود. همچنین تنفس به صورت عمیق ادامه می‌یابد. هم زنان و هم مردان ممکن است در این مرحله به‌طور غیرارادی شروع به درآوردن صداها و ناله‌های جنسی بکنند. طول کشیدن زمان زیاد در مرحلهٔ فلات بدون پیشرفت و رسیدن به مرحلهٔ ارگاسم ممکن است منجر به سرخوردگی جنسی شود.

### فلات در مردها
در طی این مرحله، اسفنکتر مجرای ادرار مردها (به منظور جلوگیری از اختلاط ادرار با مایع منی، و محافظت در برابر انزال پس‌رونده) منقبض می‌شود و عضلات در پایه آلت تناسلی یک انقباض ریتمیک پایدار را شروع می‌کنند. ممکن است مردان شروع به ترشح مایع منی یا مایع پیش از انزال کنند و بیضه‌ها به بدن نزدیک شوند.

### فلات در زنان
مرحله فلات در زنان اساساً ادامه همان تغییرات مشهود در مرحله هیجان است. کلیتوریس بسیار حساس می‌شود و کمی عقب می‌رود و غدد بارتولین روان‌سازی بیشتری انجام می‌دهند. بافت‌های خارجی نوع سوم واژن متورم می‌شوند و عضله پوبوکاکسیجس سفت می‌شود و قطر بازشدن مهبل را کاهش می‌دهد. برای کسانی که هرگز به ارگاسم نمی‌رسند، این اوج هیجان جنسی است.

## مرحله ارگاسم
ارگاسم ماحصل مرحلهٔ فلات چرخه پاسخ جنسی است و توسط مردان و زنان تجربه می‌شود. این مرحله با چرخه سریع انقباض عضلات در عضلات تحتانی لگن همراه است، که توسط مقعد و اندامهای جنسی اصلی احاطه شده است. زنان همچنین انقباضات رحمی و واژن را تجربه می‌کنند. ارگاسم‌ها غالباً با سایر اقدامات غیرارادی از جمله صوت و اسپاسم عضلانی در مناطق دیگر بدن و یک احساس عموماً سرخوشی همراه است. ضربان قلب حتی بیش از پیش افزایش می‌یابد.

### ارگاسم در مردان
در مردان، ارگاسم معمولاً با انزال همراه است. هر انزال با تداوم لذت جنسی به خصوص در آلت تناسلی و خاصره همراه است. سایر احساسات ممکن است به شدت در بین ستون فقرات یا کمر احساس شود. لرزش شدید اول و دوم معمولاً بیش‌ترین احساس را دارند و بیشترین مقدار مایع منی را خارج می‌کنند. پس از آن، هر انقباض با کاهش مایع منی و احساس خفیف تر لذت همراه است.

### ارگاسم در زنان
ارگاسم در زنان می‌تواند تا حد زیادی از زنی به زن دیگر متفاوت باشد. احساس کلی شبیه به ارگاسم مرد است. ارگاسم زنان معمولاً با افزایش روانکاری واژن، سفت شدن دیواره‌های واژن و لذت کلی همراه هستند.

## مرحله ثبات
مرحله ثبات بعد از ارگاسم رخ می‌دهد و اجازه می‌دهد تا عضلات شل شوند، فشار خون کاهش یابد و بدن از حالت هیجان خود به مرور خارج شود. دوره بازیابی، که بخشی از مرحله ثبات است، یک بازه زمانی است که معمولاً یک مرد مجدداً قادر به ارگاسم نیست. زنان نیز می‌توانند یک دوره بازیابی را تجربه کنند.

### ثبات در مردان
مسترز و جانسون، فروکش دو مرحله‌ای آلت تناسلی مرد را این‌گونه توضیح می‌دهند: در مرحله اول آلت تناسلی از حالت نعوظ خود، به سایز حدود ۵۰ درصد بزرگتر از حالت خوابیده‌اش می‌رسد. این اتفاق در دوره بازیابی رخ می‌دهد. در مرحله دوم (و پس از اتمام دوره بازیابی)، آلت شل‌تر می‌شود و به حالت خوابیدهٔ عادی‌اش بازمی‌گردد. رسیدن به ارگاسم در طول دوره بازیابی به‌طور کلی برای مردان غیرممکن است. مسترز و جانسون استدلال می‌کنند که برای برانگیختگی مجدد، لازم است این دوره در مردان پایان یابد.

### ثبات در زنان
به گفته مسترز و جانسون، زنان تا زمانی که تحریک مؤثر داشته باشند، توانایی ارگاسم مجدد و بلافاصله را دارند. در نتیجه، آنها می‌توانند ارگاسم‌های متعدد در یک دوره نسبتاً کوتاه را تجربه کنند. اگرچه به‌طور کلی گزارش شده است که زنان دوره بازیابی را تجربه نمی‌کنند و بنابراین می‌توانند یک ارگاسم دیگر یا ارگاسم‌های دیگر را کمی بعد از ارگاسم اول را تجربه کنند، اما برخی منابع اظهار داشتند که زنان و مردان هردو چرخهٔ بازیابی را تجربه می‌کنند زیرا زنان نیز ممکن است دوره‌ای بعد از ارگاسم را تجربه کنند که تحریک جنسی بیشتر باعث هیجانشان نشود. برای بعضی از زنان، کلیتوریس پس از ارگاسم بسیار حساس است و تحریک بیشتر آن در ابتدا حتی دردناک می‌شود. پس از ارگاسم اولیه، ارگاسم‌های بعدی برای زنان ممکن است با تحریک یا لذت بیش‌تری همراه باشد.

## شباهت‌ها و تفاوت‌های جنسی

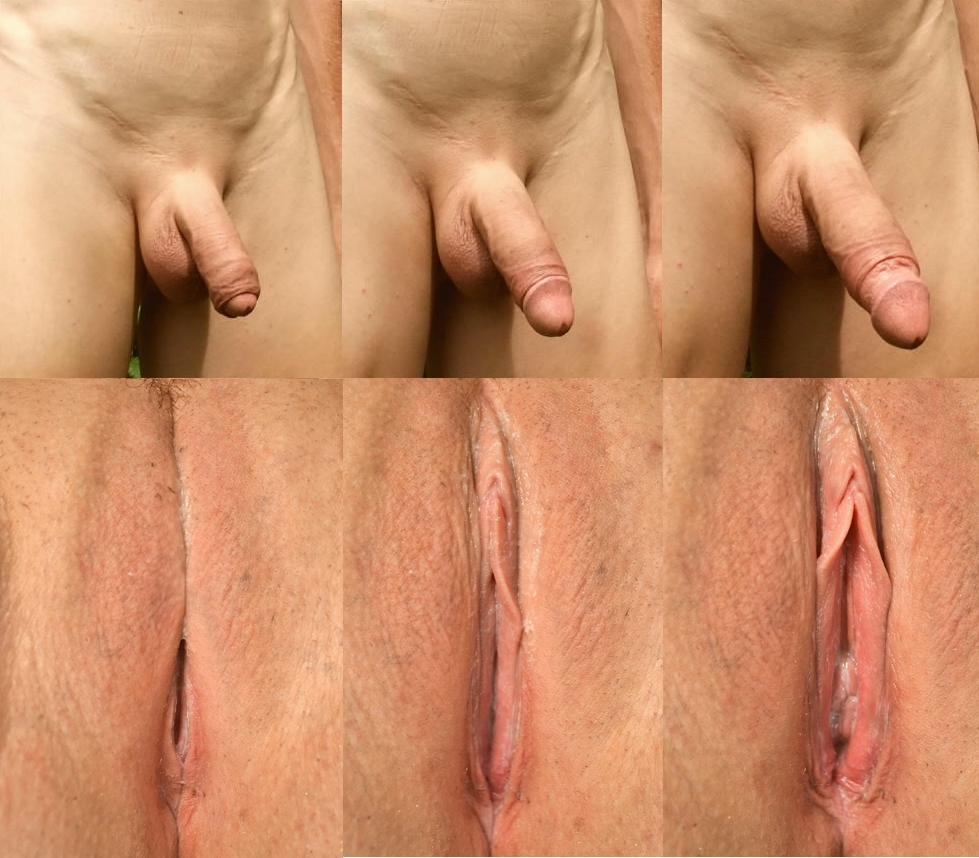
در مرحله تحریک جنسی، فشار خون در دستگاه تناسلی افزایش یافته است. این منجر به بزرگ شدن آلت (تصویر بالا) یا تورم کلیتوریس و لبه‌های فرج (تصویر پایین) می‌شود.

مسترز و جانسون استدلال می‌کنند که علی‌رغم برخی اختلافات جزئی، واکنش‌های جنسی در زنان و مردان از نظر بنیادی شباهت زیادی دارند. با این حال، محققان استدلال می‌کنند که از نظر واکنش‌های جنسی تفاوت‌های زیادی بین زن و مرد وجود دارد. اول، مسترز و جانسون یک مدل را برای مردان مطرح کردند و سه مدل مختلف برای زنان. آنها اظهار داشتند که پاسخ جنسی مردان فقط از نظر مدت زمان متفاوت است. از طرف دیگر، زنان اظهار داشتند که می‌توانند پاسخ‌هایی داشته باشند که هم از نظر شدت و هم از نظر زمان تفاوت دارند. این تفاوت‌ها می‌تواند مشکلاتی را ایجاد کند زیرا روانشناسان معتقدند که همه افراد در چهارچوب این مدل‌ها نمی‌گنجند. به عنوان مثال، بیشتر زنان در طول رابطهٔ جنسی (با دخول)، به ارگاسم نمی‌رسند. مسترز و جانسون همچنین نعوظ مرد را با روانکاری واژن زن در مرحله هیجان برابر می‌دانند. روی لوین اظهار داشت که این مشاهدات نادرست است. کلیتوریس زن موازی آناتومیک با آلت تناسلی مرد است. در نتیجه، تورم کلیتوریس معادل نعوظ مرد خواهد بود.
به‌طور کلی به نظر می‌رسد مدل‌های واکنش جنسی مردان مسترز و جانسون نمونه بهتری از مدل‌هایشان برای زنان است.

## انتقادات
تحقیقات زیادی بر اساس مدل مسترز و جانسون انجام شده است. اگرچه، در توصیف مراحل پاسخ جنسی اشتباهاتی نیز مشاهده شده است. به عنوان مثال، روی لوین چند قسمت از مدل را شناسایی کرد که به آن توجه نشده بود. ابتدا، مسترز و جانسون اظهار داشتند که فقط در مرحله تحریک واژن روانکاری می‌شود. لوین استدلال می‌کند که لبه‌ها فرج روان‌کننده خاص خود را تولید می‌کنند. لوین همچنین تحقیقاتی را ارائه می‌دهد که نشان می‌دهد اولین نشانه‌های برانگیختگی فیزیولوژیکی در زنان افزایش جریان خون در مهبل است، نه روانکاری. او همچنین اطلاعات مربوط به مردان و پاسخ جنسی آنها را باطل می‌داند. مسترز و جانسون گزارش می‌دهند که میزان لذت با میزان منی آزادشده مرتبط است، اما روزنبرگ، هازارد، تالمان و اُول پرسشنامه‌ای را به گروهی از مردان دادند و دریافتند که به‌طور قابل توجهی مردان بیشتری گزارش می‌کنند که لذت جسمی با قدرت و فشار انزالشان رابطه مستقیم دارد و نه با حجم انزال. علاوه بر این، برخی از محققان دریافته‌اند که برخی از مردان می‌توانند ارگاسم چندگانه، برخلاف آنچه مسترز و جانسون گزارش داده‌اند، داشته باشد.